# Oenothera psammophila
Oenothera psammophila är en dunörtsväxtart som först beskrevs av A. Nels. och Macbr., och fick sitt nu gällande namn av W.L. Wagner, R.E. Stockhouse, W.M. Klein. Oenothera psammophila ingår i släktet nattljussläktet, och familjen dunörtsväxter. Inga underarter finns listade i Catalogue of Life.